# Onda evanescente
Un'onda evanescente è un particolare tipo di onda elettromagnetica piana non uniforme. Essa è fondamentale nello studio di fenomeni quali
la riflessione totale.

## Definizione
Un'onda può essere classificata come evanescente se il suo vettore di attenuazione {\displaystyle {\vec {a}}} e il suo vettore di fase {\displaystyle {\vec {k}}} sono tra loro perpendicolari. Ciò non è possibile in un mezzo qualunque, ma solamente in quelli nei quali la conducibilità è nulla. Difatti, per definizione, il vettore di propagazione {\displaystyle {\vec {S}}} si può scrivere come
{\displaystyle {\vec {S}}={\vec {a}}+i{\vec {k}}}
ma inoltre vale {\displaystyle {\vec {S}}\cdot {\vec {S}}=-\omega ^{2}\mu \varepsilon _{c}} con {\displaystyle \mu } permeabilità magnetica del mezzo e {\displaystyle \varepsilon _{c}=\varepsilon -{\frac {i\gamma }{\omega }}} permettività dielettrica complessa del mezzo.
Deve quindi valere la coppia di relazioni:
{\displaystyle {\begin{cases}|{\vec {a}}|^{2}-|{\vec {k}}|^{2}=-\omega ^{2}\mu \varepsilon \\2{\vec {a}}\cdot {\vec {k}}=\omega \mu \gamma \end{cases}}}
In un'onda evanescente {\displaystyle {\vec {a}}\cdot {\vec {k}}=0}, ma tale relazione può essere rispettata solo in un mezzo in cui la conducibilità {\displaystyle \gamma } è nulla.

## Onde evanescenti nei conduttori
Per semplicità, consideriamo il caso unidimensionale di un conduttore sottoposto ad un campo elettrico oscillante {\displaystyle \mathbf {E} =\mathbf {E} _{0}e^{-iwt}}. Mettiamoci inoltre nell'approssimazione di campi deboli, così da poter trascurare gli effetti magnetici nel conduttore.

In queste ipotesi, l'equazione del moto per gli elettroni assume la forma:
{\displaystyle m({\ddot {x}}+\gamma {\dot {x}}+w_{0}^{2}x)=-e\mathbf {E} _{0}e^{-iwt}}
ma in un conduttore gli elettroni sono liberi, e quindi il termine armonico si annulla ({\displaystyle w_{0}=0}). Ci si riduce così all'equazione:
{\displaystyle m({\ddot {x}}+\gamma {\dot {x}})=-eE_{0}e^{-iwt}}
che ha come soluzione per la velocità:
{\displaystyle \mathbf {v} (t)=-{\frac {e}{m(-i\omega +\gamma )}}\mathbf {E} }
e ricordando che per definizione vale {\displaystyle \mathbf {J} =-Ne\mathbf {v} } dove con N si indica il numero di elettroni per unità di volume, si ottiene:
{\displaystyle \mathbf {J} ={\frac {Ne^{2}}{m(i\omega +\gamma )}}\mathbf {E} }
e definendo la frequenza di plasma come:
{\displaystyle \omega _{pl}^{2}={\frac {Ne^{2}}{m\varepsilon _{0}}}}
è possibile esprimere la densità di corrente {\displaystyle \mathbf {J} } come:
{\displaystyle \mathbf {J} ={\frac {\omega _{pl}^{2}}{(-i\omega +\gamma )}}\varepsilon _{0}\mathbf {E} }
e ricordando la relazione {\displaystyle \mathbf {J} =\mathbf {\sigma } \mathbf {E} } è possibile introdurre la conducibilità generalizzata:
{\displaystyle \mathbf {\sigma } ={\frac {\omega _{pl}^{2}}{(-i\omega +\gamma )}}\varepsilon _{0}}
che, come è possibile notare, è in generale una quantità complessa.

Nel caso di basse frequenze {\displaystyle \omega <<\gamma } essa è puramente reale, e ci si riconduce al caso ohmico, nella quale la conducibilità non dipende dalla frequenza.
Consideriamo invece alte frequenze {\displaystyle \omega >>\gamma }, per le quali si ha un comportamento:
{\displaystyle \mathbf {\sigma } =i{\frac {\omega _{pl}^{2}}{\omega }}}
e si può quindi notare che la corrente è sfasata di {\displaystyle {\frac {\pi }{2}}} rispetto al campo {\displaystyle \mathbf {E} }.

È giunta l'ora di considerare l'equazione di propagazione del campo elettrico, che come noto è:
{\displaystyle \nabla ^{2}\mathbf {E} -{\frac {1}{c^{2}}}{\frac {\partial ^{2}\mathbf {E} }{\partial t^{2}}}={\frac {1}{\varepsilon _{0}c^{2}}}{\frac {\partial \mathbf {J} }{\partial t}}}
avente soluzione del tipo:
{\displaystyle \mathbf {E} =\mathbf {E} _{0}e^{ikx-i\omega t}}
sostituendola, insieme all'espressione ricavata per {\displaystyle \mathbf {J} }, nell'equazione d'onda, si ottiene la relazione di dispersione:
{\displaystyle \omega ^{2}=k^{2}c^{2}+{\frac {i\omega }{i\omega -\gamma }}\omega _{pl}^{2}}
che nel limite di alte frequenze {\displaystyle \omega >>\gamma } porta a:
{\displaystyle \omega ^{2}=k^{2}c^{2}+\omega _{pl}^{2}}
ovvero
{\displaystyle k^{2}={\frac {\omega ^{2}-\omega _{pl}^{2}}{c^{2}}}}
e, nel caso {\displaystyle \omega ^{2}<\omega _{pl}^{2}} il numero d'onda k è puramente immaginario, il campo elettrico nel conduttore è della forma:
{\displaystyle \mathbf {E} =\mathbf {E} _{0}e^{\frac {-x}{l_{p}}}e^{-i\omega t}}
ovvero, il campo elettrico non si propaga all'interno del conduttore, ma penetra solo sino ad una distanza detta lunghezza di pelle inerziale:
{\displaystyle l_{p}={\sqrt {\frac {c^{2}}{\omega _{pl}^{2}-\omega ^{2}}}}}
In virtù di questa caratteristica, questo genere di onde vengono definite evanescenti.

## Onde evanescenti all'interfaccia
Si immagini un'interfaccia piana, posta sul piano {\displaystyle z=0}, tra due materiali con indice di rifrazione {\displaystyle n_{1}} ed {\displaystyle n_{2}} tra loro differenti. Si supponga ora che un'onda elettromagnetica piana e monocromatica si stia propagando nel mezzo con indice di rifrazione {\displaystyle n_{1}} ed incida sull'interfaccia con un angolo {\displaystyle \theta _{i}}, misurato rispetto alla normale. L'angolo {\displaystyle \theta _{t}} con cui l'onda viene trasmessa è dato dalla legge di Snell:
{\displaystyle n_{1}\sin \left(\theta _{i}\right)=n_{2}\sin \left(\theta _{t}\right),} da cui:
{\displaystyle \sin \left(\theta _{t}\right)={\frac {n_{1}}{n_{2}}}\sin \left(\theta _{i}\right).}
Se {\displaystyle n_{1}>n_{2}} allora, oltre un determinato angolo d'incidenza {\displaystyle \theta _{i}>\theta _{c}}, detto angolo critico, non è più possibile trovare un valore reale di {\displaystyle \theta _{t}} che soddisfi la relazione di Snell. La funzione {\displaystyle \sin \left(\theta \right)} assume infatti solo valori nell'intervallo {\displaystyle [-1,1]}.
Si può però trovare una soluzione alla legge di Snell nel campo dei numeri complessi. Per definizione, quando l'angolo d'incidenza corrisponde all'angolo critico, si ha {\displaystyle \theta _{t}={\frac {\pi }{2}}}. Quando l'angolo di incidenza è maggiore dell'angolo critico si può pensare di aggiungere artificialmente una componente immaginaria all'angolo di trasmissione. Scrivendo quindi {\displaystyle \theta _{t}={\frac {\pi }{2}}+i\alpha _{t}}, con {\displaystyle \alpha _{t}} numero reale, la legge di Snell diventa:
{\displaystyle \cos \left(i\alpha _{t}\right)={\frac {n_{1}}{n_{2}}}\sin \left(\theta _{i}\right)} da cui:
{\displaystyle \cosh \left(\alpha _{t}\right)={\frac {n_{1}}{n_{2}}}\sin \left(\theta _{i}\right),}
dove si è utilizzata la relazione {\displaystyle \cos \left(i\alpha \right)=\cosh \left(\alpha \right)} (con {\displaystyle \alpha } numero reale) che lega il coseno di un numero immaginario puro al coseno iperbolico. Il vettore d'onda della radiazione trasmessa {\displaystyle {\textbf {k}}_{t}} si può quindi scrivere (supponendo senza perdita di generalità che il vettore d'onda non abbia componenti nella direzione spaziale {\displaystyle y}, il che equivale ad un fronte d'onda parallelo all'asse {\displaystyle y}):
{\displaystyle {\textbf {k}}_{t}=k\left[\sin \left(\theta _{t}\right),0,\cos \left(\theta _{t}\right)\right]=k\left[\sin \left({\frac {\pi }{2}}+i\alpha _{t}\right),0,\cos \left({\frac {\pi }{2}}+i\alpha _{t}\right)\right]=k\left[\cosh \left(\alpha _{t}\right),0,-i\sinh \left(\alpha _{t}\right)\right],}
dove nuovamente si è fatto uso della relazione tra funzioni trigonometriche circolari ed iperboliche, {\displaystyle \sin \left(i\alpha \right)=i\sinh \left(\alpha \right)}, e dove si è posto {\displaystyle k=\left|{\textbf {k}}_{t}\right|}. L'onda trasmessa si può scrivere, in questo formalismo (escludendo per brevità la parte dipendente dal tempo), come:
{\displaystyle {\textbf {E}}({\textbf {x}})={\textbf {E}}_{0}e^{-i{\textbf {k}}_{t}\cdot {\textbf {x}}},}
dove con il simbolo {\displaystyle {\textbf {x}}=(x,y,z)} si vuole indicare il vettore posizione individuato dalle coordinate {\displaystyle x,y} e {\displaystyle z}.
Sostituendo nella formula del campo elettrico {\displaystyle {\textbf {E}}({\textbf {x}})} la forma precedentemente ricavata per {\displaystyle {\textbf {k}}_{t}} in caso di angoli di incidenza maggiori dell'angolo di contatto, si ottiene:
{\displaystyle {\textbf {E}}({\textbf {x}})={\textbf {E}}_{0}exp\left\{-ik\left[x\cosh \left(\alpha _{t}\right)-iz\sinh \left(\alpha _{t}\right)\right]\right\}={\textbf {E}}_{0}e^{-ikx\cosh \left(\alpha _{t}\right)}e^{-kz\sinh \left(\alpha _{t}\right)}.}
Il campo elettrico, quando l'angolo di incidenza è maggiore dell'angolo critico, non dà luogo ad un'onda all'interno del mezzo 2: l'ampiezza decresce esponenzialmente lungo l'asse {\displaystyle z}. Non vi è trasporto d'energia e la radiazione viene completamente riflessa. La presenza di un'onda evanescente all'interfaccia tra due materiali di diverso indice di rifrazione può essere quindi collegata ad un angolo di trasmissione definito nel campo dei numeri complessi.
Può essere quindi calcolata la lunghezza di penetrazione di un'onda evanescente: la lunghezza di penetrazione {\displaystyle d_{p}} fornisce indicazioni su quanto in profondità il campo elettrico è presente all'interno del materiale in cui incide. Avendo definito l'interfaccia perpedicolarmente all'asse {\displaystyle z}, tale asse coincide con la direzione di penetrazione. Possiamo calcolare il campo elettrico all'interno del mezzo {\displaystyle 2} scegliendo convenientemente un punto adeguato che permetta di semplificare la trattazione: nell'equazione precedente scegliamo appunto {\displaystyle x=0}. Trascuriamo inoltre la polarizzazione ed il modulo di {\displaystyle {\textbf {E}}_{0}} considerando solamente il termine:
{\displaystyle e^{-kz\sinh \left(\alpha _{t}\right)}.}
Si tratta del fattore di attenuazione del campo elettrico che, in funzione della profondità {\displaystyle z} considerata, fornisce informazioni sulla diminuzione della intensità del campo stesso. Mettendo assieme la relazione goniometrica
{\displaystyle \cosh ^{2}\left(\alpha _{t}\right)-\sinh ^{2}\left(\alpha _{t}\right)=1}
e la legge di Snell (che ci permette di scrivere {\displaystyle \cosh \left(\alpha _{t}\right)} in funzione dell'angolo di incidenza e degli indici di rifrazione dei due mezzi) si può riscrivere il fattore di attenuazione nel seguente modo:
{\displaystyle e^{-{\frac {kz}{n_{2}}}{\sqrt {n_{1}^{2}\sin ^{2}\left(\theta _{i}\right)-n_{2}^{2}}}}.}
La condizione sotto la quale si verifica che l'esponente è uguale a {\displaystyle -1} (in cui si definisce {\displaystyle z=d_{p}}) richiede che:
{\displaystyle d_{p}={\frac {\frac {\lambda }{n_{2}}}{2\pi {\sqrt {n_{1}^{2}\sin ^{2}\left(\theta _{i}\right)-n_{2}^{2}}}}},}
con {\displaystyle \lambda ={\frac {2\pi }{k}}}. Ponendo {\displaystyle z=d_{p}} è facile verificare che per tale profondità il campo elettrico è diminuito di un fattore {\displaystyle e^{-1}\simeq 0,37}. Ciò significa che in uno strato profondo {\displaystyle d_{p}} il campo elettrico perde circa il {\displaystyle 63\%} della propria intensità. Il campo elettrico può considerarsi quasi estinto oltre una profondità pari a {\displaystyle 3d_{p}}dove la diminuzione dell'intensità raggiunge (approssimativamente) il {\displaystyle 95\%}.

## Proprietà
Nello studio della riflessione totale tra due mezzi semi-infiniti si può dimostrare che se l'angolo di incidenza dell'onda è maggiore dell'angolo critico, nel mezzo 2 si instaura un'onda piana evanescente con vettore di fase parallelo alla superficie di separazione tra i mezzi e vettore di attenuazione quindi normale alla stessa.
Un'ulteriore proprietà importante di un'onda piana evanescente è che la parte reale del vettore di Poynting è parallela alla direzione di {\displaystyle {\vec {k}}} mentre la sua parte immaginaria è parallela alla direzione di {\displaystyle {\vec {a}}}.